# مونتاغيو شامبرلين
مونتاغيو شامبرلين (بالإنجليزية: Montague Chamberlain)‏ هو عالم طيور وشخصية أعمال وعالم حيوانات أمريكي، ولد في 5 أبريل 1844 في سانت جون في كندا، وتوفي في 10 فبراير 1924.